# Anke Gerber (Wirtschaftswissenschaftlerin)
Anke Gerber (* 1970) ist eine deutsche Ökonomin.

## Leben
Sie studierte von 1989 bis 1995 Wirtschaftsmathematik an der Universität Bielefeld (1995: Diplom). Nach der Promotion 1998 in VWL an der Universität Bielefeld ist sie seit 2007 Professorin für VWL, insbesondere Mikroökonomie, an der Universität Hamburg.

## Schriften (Auswahl)
- mit Andreas Nicklisch und Stefan Voigt: Strategic choices for redistribution and the veil of ignorance. Theory and experimental evidence. Hamburg 2013.
- mit Kirsten I. M. Rohde: Eliciting discount functions when baseline consumption changes over time. Rotterdam 2014.
- mit Salvador Barberà: Sequential voting and agenda manipulation. The case of forward looking tie-breaking. Barcelona 2015.
- mit Salvador Barberà: A shut mouth catches no flies. Consideration of issues and voting. Barcelona 2017.